# Жолдешти (Ботошани)
Жолдешти (рум. Joldești) насеље је у Румунији у округу Ботошани у општини Ворона. Oпштина се налази на надморској висини од 240 m.

## Становништво
Према подацима из 2002. године у насељу је живело 1289 становника, од којих су сви румунске националности.